# Phaeospila varipes
Phaeospila varipes är en tvåvingeart som beskrevs av Mario Bezzi 1913. Phaeospila varipes ingår i släktet Phaeospila och familjen borrflugor. Inga underarter finns listade i Catalogue of Life.